# فولدسکوپ

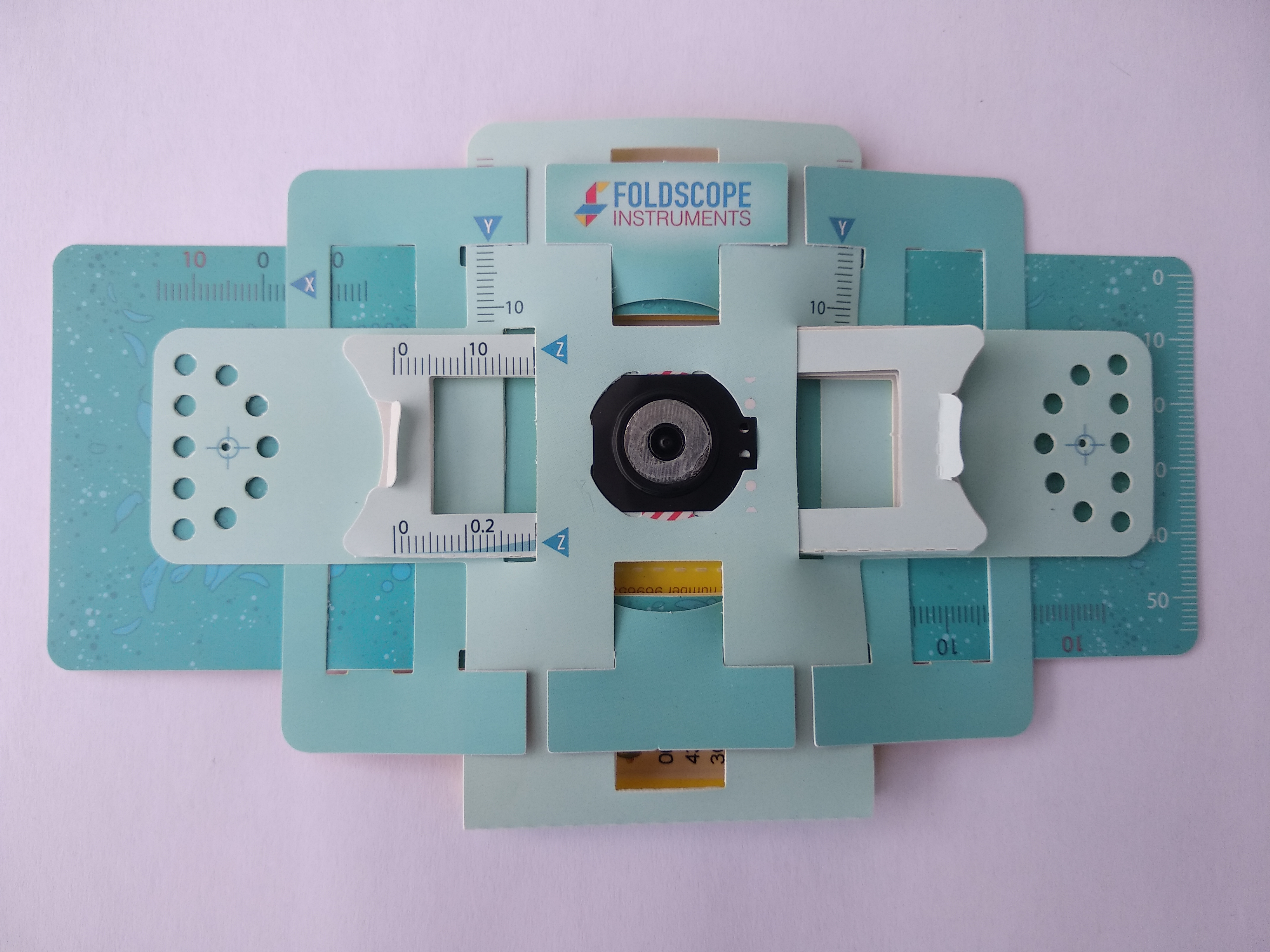
یک فولدسکوپ

فولدسکوپ (انگلیسی: Foldscope) یا ریزبین کاغذی، یک میکروسکوپ نوری است که می‌توان آن را از اجزای ساده‌ای از جمله یک ورق کاغذ و یک عدسی مونتاژ کرد. این ابزار توسط مانو پراکاش ساخته شده و طراحی شده تا هزینه ساخت آن کمتر از یک دلار آمریکا باشد. فولدسکوپ بخشی از جنبش «نوآوری کم‌هزینه» است که هدف آن فراهم کردن ابزارهای ارزان و آسان برای استفاده علمی در کشورهای در حال توسعه است.

## تاریخچه
اصل اساسی استفاده از یک عدسی کوچک کروی که نزدیک چشم نگه داشته شود به دوران آنتونی فان لیوونهوک (۱۶۳۲–۱۷۲۳) بازمی‌گردد. او اولین کسی بود که با استفاده از چنین عدسی‌ای که در یک دستگاه طراحی‌شده توسط خودش قرار داشت، جانداران تک‌سلولی را مشاهده کرد.
فولدسکوپ توسط تیمی به سرپرستی مانو پراکاش، استادیار مهندسی زیستی در مدرسه پزشکی دانشگاه استنفورد توسعه یافت. این پروژه توسط چندین سازمان از جمله بنیاد بیل و ملیندا گیتس تأمین مالی شد که در نوامبر ۲۰۱۲ مبلغ ۱۰۰٬۰۰۰ دلار آمریکا برای پژوهش به این پروژه اختصاص داد.
ایده ساخت یک میکروسکوپ کم‌هزینه در سال ۲۰۱۱ زمانی به ذهن پراکاش رسید که او در یک ایستگاه میدانی در تایلند بود. او متوجه شد که ایستگاه دارای یک میکروسکوپ بسیار گران‌قیمت است، اما همه از استفاده از آن می‌ترسند چون شکننده بود و ارزش آن بیشتر از حقوق بیشتر مردم بود. او می‌خواست میکروسکوپی مقرون‌به‌صرفه بسازد که برای شرایط میدانی چندمنظوره و مقاوم باشد. او همچنین می‌خواست دستگاهی بسازد که افراد احساس کنند مالک آن هستند، به همین دلیل ریزبین کاغذی به‌صورت کیت برای مونتاژ عرضه می‌شود. او اولین نمونه اولیه را در سال ۲۰۱۴ توسعه داد.

## جزئیات

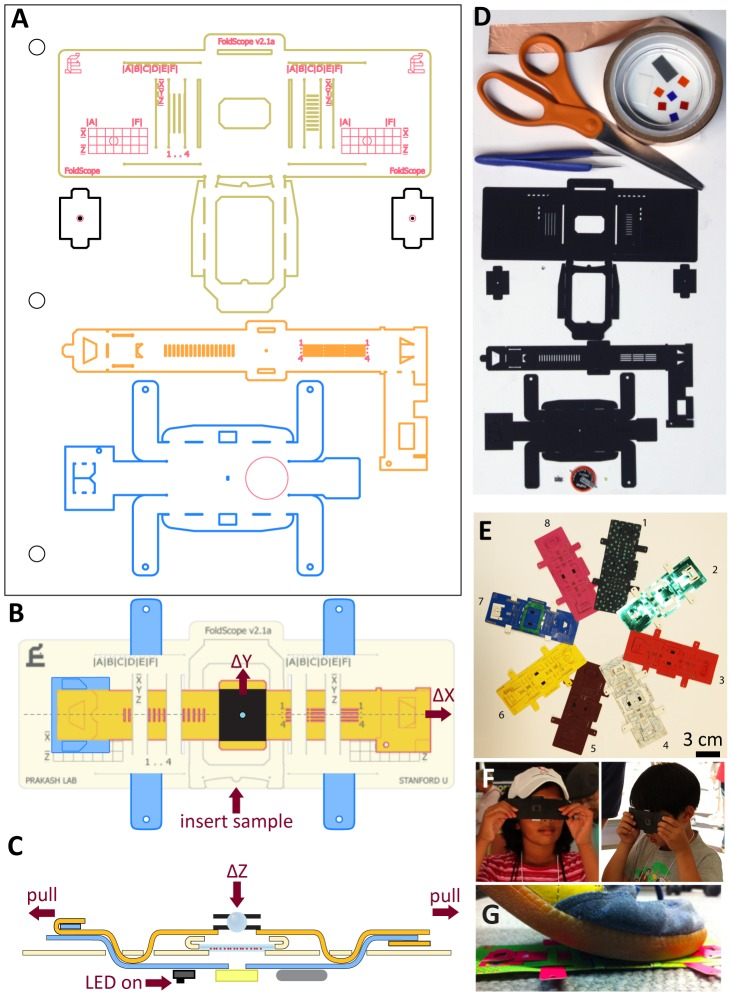
طراحی، اجزا و نحوه استفاده از فولدسکوپ. (A) طرح طراحی به کمک رایانه اجزای کاغذی فولدسکوپ روی یک ورق A4. (B) شماتیک یک فولدسکوپ مونتاژ شده با قابلیت حرکت در صفحه، و (C) نمای مقطعی نشان‌دهنده فوکوس مبتنی بر انعطاف‌پذیری. (D) اجزا و ابزارهای فولدسکوپ که در مونتاژ استفاده می‌شود، شامل اجزای کاغذی فولدسکوپ، عدسی کروی، باتری دکمه‌ای، LED نصب‌شده روی سطح، کلید، نوار مسی و فیلترهای پلیمری. (E) مدل‌های مختلف ساخته‌شده از کاغذهای رنگی. (F) کاربران تازه‌کار که نحوه استفاده از فولدسکوپ را نشان می‌دهند. (G) نمایش طراحی مقاوم در برابر شرایط دشوار، مانند فشار دادن زیر پا.

فولدسکوپ یک میکروسکوپ نوری است که می‌توان آن را از یک ورق مقوا منگنه‌شده، یک عدسی کروی شیشه‌ای، یک ال‌ئی‌دی (LED)، یک صفحه پخش‌کننده نور، و یک باتری ساعت برای تأمین برق LED مونتاژ کرد.
پس از مونتاژ، اندازه فولدسکوپ تقریباً به‌اندازه یک نشانگر کتاب است. وزن آن ۸ گرم است و در کیتی ارائه می‌شود که شامل یک عدسی با بزرگنمایی 140X است. این کیت همچنین شامل آهنرباهایی است که می‌توان آن‌ها را به فولدسکوپ چسباند تا به یک گوشی هوشمند متصل شود و کاربران بتوانند از تصاویر بزرگنمایی‌شده عکس بگیرند. قدرت بزرگنمایی آن به اندازه‌ای است که بتوان جاندارانی مانند لیشمانیا دونووانی، اشریشیا کلی و انگل‌های مالاریا را مشاهده کرد. فولدسکوپ را می‌توان روی یک ورق کاغذ استاندارد ایزو ۲۱۶ چاپ کرد و در هفت دقیقه مونتاژ کرد. پراکاش ادعا می‌کند که فولدسکوپ می‌تواند شرایط سختی مانند انداخته‌شدن در آب یا سقوط از یک ساختمان پنج‌طبقه را تحمل کند.
پس از نسل اول فولدسکوپ‌های ساده، دوازده مدل تشخیصی پزشکی فولدسکوپ در دست توسعه هستند که هر نوع به‌طور خاص برای شناسایی یک ارگانیسم بیماری‌زا طراحی شده است. هر فولدسکوپ شامل تصویری از میکروب خاصی است که باید برای هر مدل تشخیصی جستجو شود. برای استفاده همزمان چندین نفر، هر میکروسکوپ قادر است تصاویر را با یک پروژکتور داخلی نمایش دهد. فولدسکوپ به‌گونه‌ای طراحی شده است که توسط کاربر نهایی مونتاژ شود و به همین دلیل کدگذاری رنگی شده است تا در مونتاژ کمک کند. هزینه هر واحد کمتر از یک دلار آمریکا است، و تخمین‌ها بین ۵۰ سنت تا ۹۷ سنت متغیر است.

## کاربردها
بنیاد گوردون و بتی مور پروژه‌ای با نام «ده هزار میکروسکوپ» را تأمین مالی کرد که در آن پراکاش برنامه‌ریزی کرد تا ۱۰٬۰۰۰ کیت ریزبین کاغذی را به علاقه‌مندان، از جمله دانش‌آموزان برای پژوهش اهدا کند. این پروژه‌ها در نهایت به توزیع ۵۰٬۰۰۰ کیت فولدسکوپ گسترش یافت. افرادی که کیت‌ها را دریافت کردند تشویق شدند تا تجربیات خود از استفاده از میکروسکوپ را در وب‌سایتی به نام Foldscope Explore به اشتراک بگذارند، تا تیم پراکاش بتواند ببیند افراد چگونه از فولدسکوپ استفاده می‌کنند. نمونه‌هایی از کاربردهای ارائه‌شده توسط آزمایش‌کنندگان شامل بیماری‌شناسی گیاهی در رواندا است که از آن برای بررسی قارچ روی محصولات موز استفاده کرد و کودکان ماسای در تانزانیا که از آن برای بررسی وجود انگل در مدفوع گاوها بهره بردند.
هدف این پروژه نه تنها تأمین میکروسکوپ برای افرادی است که در غیر این صورت به آن‌ها دسترسی نخواهند داشت، بلکه پیشرفت مطالعه عمومی در زمینه زیست‌تقلید نیز هست. با تشویق هزاران داوطلب برای ارسال یافته‌های خود در مورد میکروارگانیسم‌هایی که در محیط محلی خود مشاهده می‌کنند، پراکاش امیدوار است موجودات بیشتری را کشف کند که می‌توانند سرنخ‌هایی دربارهٔ شیوهٔ ساخت ابزارهای جدید که از توانایی‌های طبیعی این موجودات بهره می‌برند، ارائه دهند.
در اکتبر ۲۰۱۵، دپارتمان زیست‌فناوری هند برنامه‌ای را برای در دسترس قرار دادن فولدسکوپ در سراسر هند در ۸۰ کالج و برنامه تاییدشده اعلام کرد. این ابزار به‌عنوان یک ابزار آموزشی برای دانشجویان در زیست‌شناسی، شیمی و فیزیک استفاده خواهد شد. پس از برنامه آزمایشی، این دپارتمان امیدوار است با پراکاش برای توسعه ابزارهای علمی کم‌هزینه بیشتر همکاری کند. مجموعه‌های فولدسکوپ همچنین در کنیا و اوگاندا تولید و آزمایش خواهند شد.
اگرچه فولدسکوپ برای بسیاری از وظایف سوددمندی خود را نشان داده است، اما در حال حاضر برای استفاده به‌عنوان ابزار آزمایش پزشکی سازگار نشده است. به‌عنوان مثال، زمانی که برای تشخیص تب حلزون در غنا آزمایش شد، جلوگیری از آلودگی نمونه‌های ادرار امکان‌پذیر نبود زیرا فولدسکوپ باید نزدیک صورت قرار گیرد تا بتوان مشاهده کرد. جیم سایبولسکی، یکی از دانشجویان فارغ‌التحصیل پراکاش، در حال تحقیق دربارهٔ استفاده از فولدسکوپ برای آزمایش‌های تشخیصی است و در حال کمک به توسعه یک فولدسکوپ پزشکی با هزینه ۱۰ دلار است که یک پروژکتور داخلی خواهد داشت و به چندین نفر اجازه می‌دهد بزرگنمایی را مشاهده کنند.

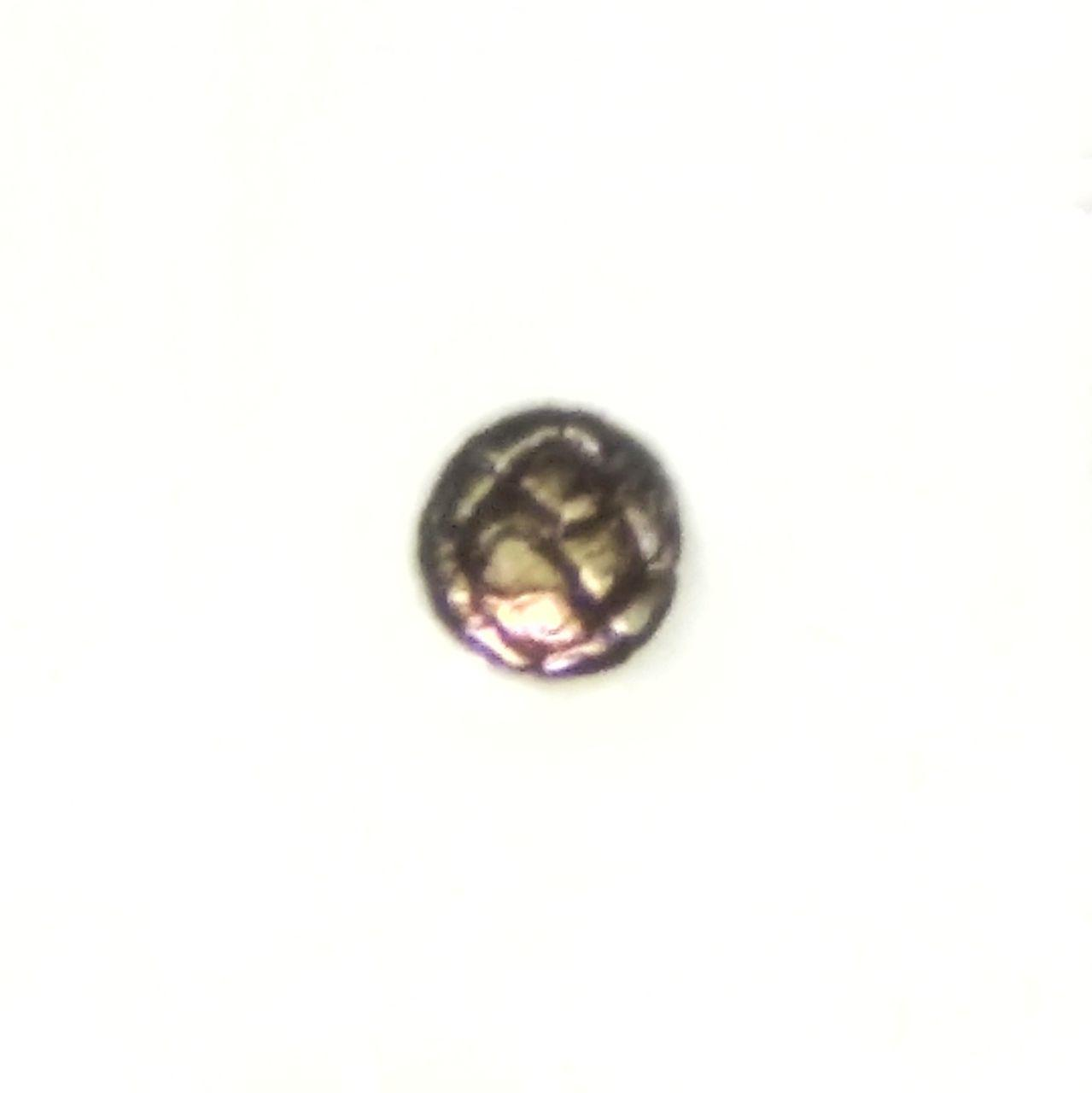
گرده Pithecellobium dulce دیده‌شده با فولدسکوپ
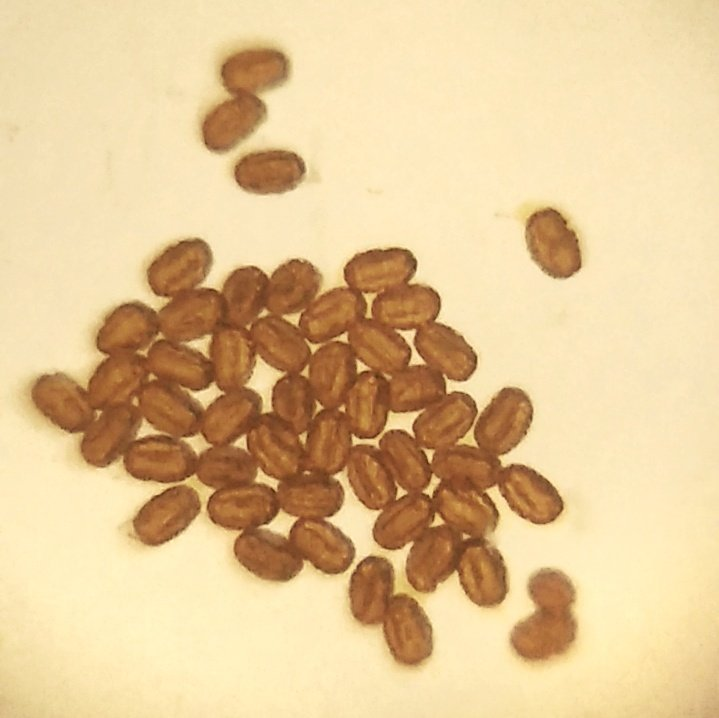
گرده‌های Delonix regia دیده‌شده با فولدسکوپ
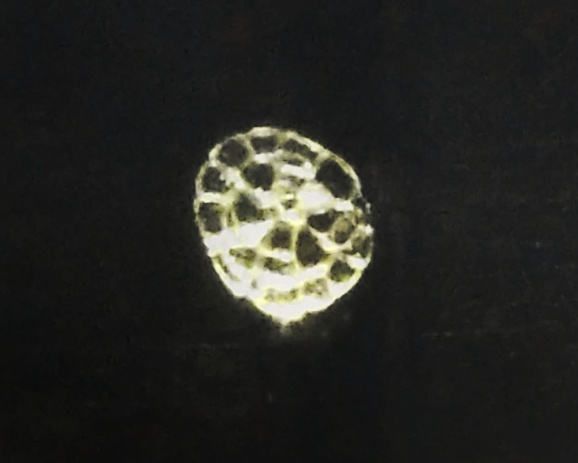
گرده Samanea saman دیده‌شده با فولدسکوپ
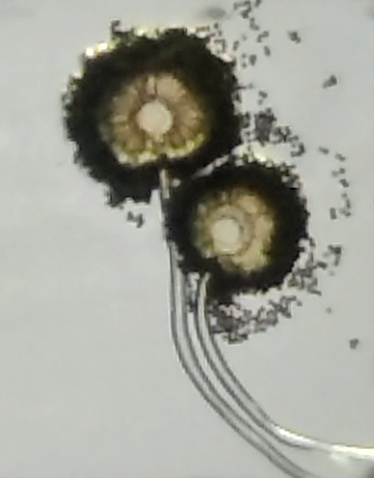
A. niger زیر فولدسکوپ
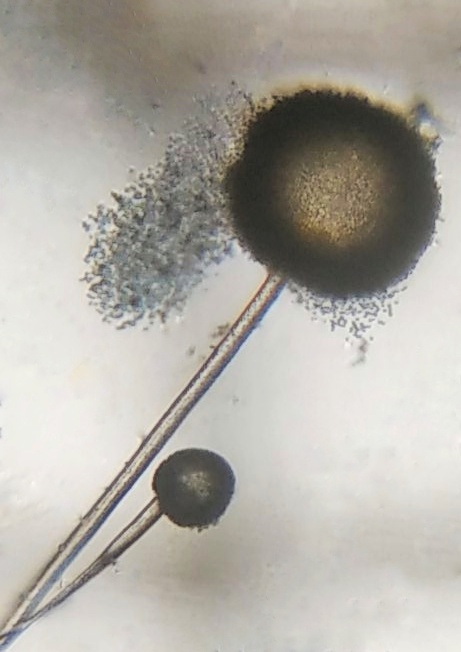
قارچ روی حبه‌های سیر دیده‌شده با فولدسکوپ